# Музейный переулок (Владикавказ)

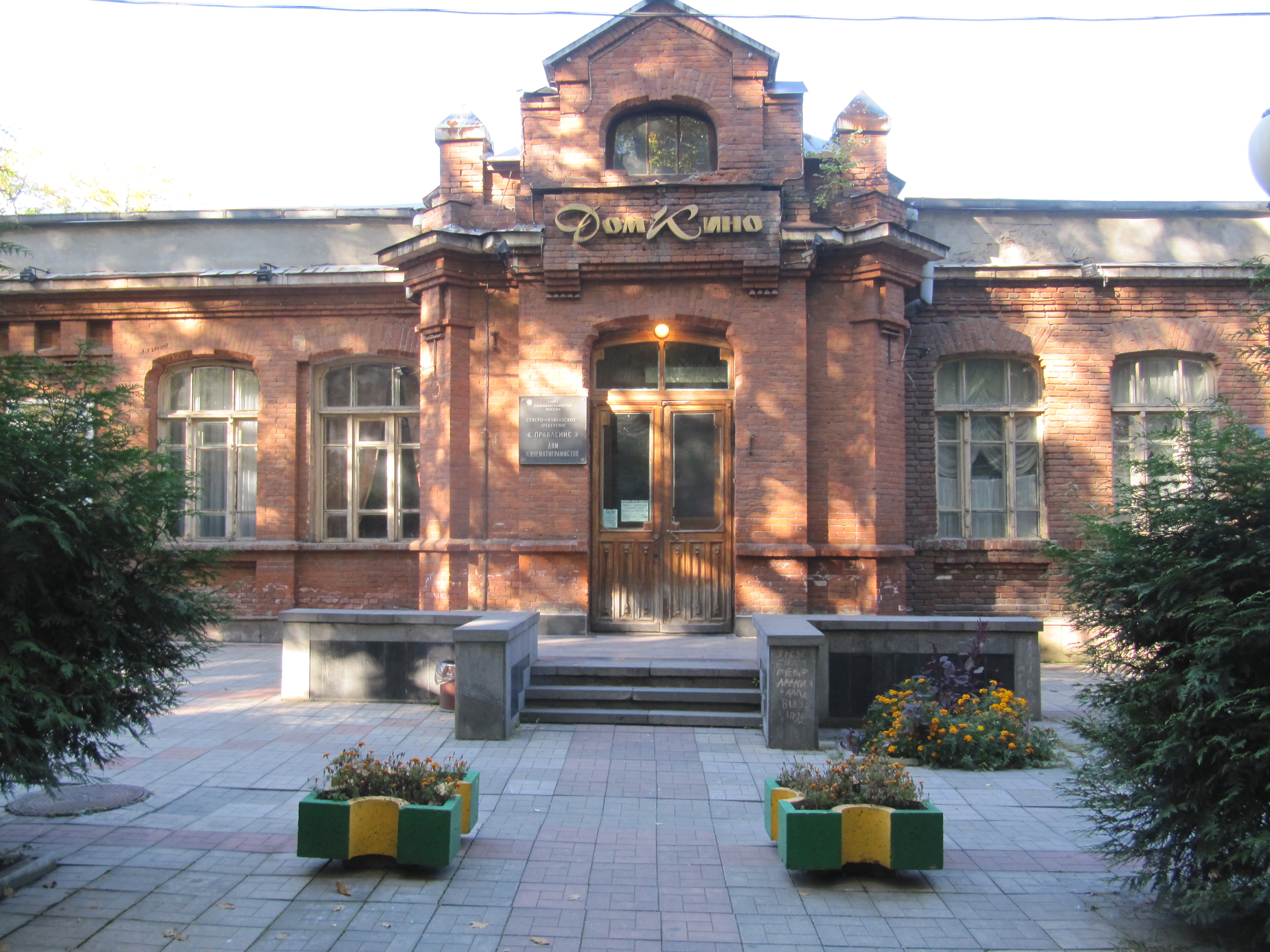
Дом кино

Музейный переулок (осет. Музейы фæрсуынг) — переулок во Владикавказе, Северная Осетия, Россия. Переулок располагается в Иристонском муниципальном округе Владикавказа между улицами Церетели и Бутырина. Начинается от улицы Церетели.

## История
Переулок сформировался во второй половине XIX века. Впервые отмечен как «Соборный переулок» на плане города Владикавказа «Карты Кавказского края». 21 июня 1928 года Соборный переулок был переименован в «Музейный переулок».
19 июня 1979 года Музейный переулок был соединён с Подгорным переулком и переименован в улицу Ботоева.
7 декабря 2004 года по ходатайству Союза кинематографистов Северной Осетии переулку было возвращено его прежнее наименование «Музейный переулок».

## Достопримечательности
- д. 3 — Здание бывшего Музея Терской области. В настоящее время в здании находится Музей осетинской литературы имени Коста Хетагурова и отдел Комитета по охране и использованию объектов культурного наследия Министерства культуры Северной Осетии.
- д. 5 — Дом кино (бывшее Константиновское училище) — памятник культурного наследия России (№ 1530303000). С 1945 по 1980 года в здании располагалась Северо-Кавказская студия кинохроники[4].